# Campeonato Africano de Judo de 2000
El XI Campeonato Africano de Judo se celebró en Argel (Argelia) entre el 9 y el 12 de mayo de 2000 bajo la organización de la Unión Africana de Judo.
En total se disputaron dieciséis pruebas diferentes, ocho masculinas y ocho femeninas.

## Resultados

### Masculino
| Evento            | Oro                       | Plata                              | Bronce                                                  |
| ----------------- | ------------------------- | ---------------------------------- | ------------------------------------------------------- |
| –60 kg            | Anis Lunifi Túnez         | Abdeluahed Idrisi Chorfi Marruecos | G. Aly · Egipto · Omar Rebahi · Argelia                 |
| –66 kg            | Amar Meridya Argelia      | Jean-Claude Cameroun Camerún       | Mohamed Dawa · Egipto · Makrem Ayed · Túnez             |
| –73 kg            | Nuredin Yagubi Argelia    | Haizam El-Huseini · Egipto         | Suleman Musa Nigeria Hasen Musa Túnez                   |
| –81 kg            | Adil Belgaid Marruecos    | Abdesalem Arus Túnez               | El-Sayed Abumedan · Egipto · Brahima Guindo · Mali      |
| –90 kg            | Iskander Hachicha Túnez   | Jaled Medah Argelia                | Ashraf Bahgat · Egipto · Jean-Claude Raphael · Mauricio |
| –100 kg           | Basel El-Garbawi · Egipto | Sami Belgrun Argelia               | Sadok Jalgui Túnez Antonio Felicité Mauricio            |
| +100 kg           | Mohamed Buaichaui Argelia | Steeve Nguema Ndong Gabón          | Ahmed Baly · Egipto · Anis Chedli · Túnez               |
| Categoría abierta | Basel El-Garbawi · Egipto | Yasin Silimi Argelia               | Amady Mbaré Diop Senegal Iskander Hachicha Túnez        |

### Femenino
| Evento            | Oro                              | Plata                             | Bronce                                            |
| ----------------- | -------------------------------- | --------------------------------- | ------------------------------------------------- |
| –48 kg            | Hayet Ruini Túnez                | Tania Tallie Sudáfrica            | Lovelyn Orji-Ben Nigeria Dolly Moothoo Mauricio   |
| –52 kg            | Salima Suakri Argelia            | Naina Ravaoarisoa Madagascar      | Virginia Strong Sudáfrica Catherine Ekuta Nigeria |
| –57 kg            | Françoise Nguele Camerún         | Rose Marie Kouaho Costa de Marfil | Karima Dhauadi Túnez Lynda Mekzin Argelia         |
| –63 kg            | Bilkisu Yusuf Nigeria            | Nesria Traki Túnez                | Sanama Agoume Camerún Henriette Moller Sudáfrica  |
| –70 kg            | Lea Zahoui Blavo Costa de Marfil | Saida Dhahri Túnez                | Rachida Uerdan Argelia Pauline Ngo Tepka Camerún  |
| –78 kg            | Mélanie Engoang Gabón            | Akissi Monney Costa de Marfil     | Christy Obekpa Nigeria Ahlem Azabi Túnez          |
| +78 kg            | Heba Hefny · Egipto              | Adja Marieme Diop Senegal         | Chemabo Awah Camerún Insaf Yahyaui Túnez          |
| Categoría abierta | Adja Marieme Diop Senegal        | Heba Hefny · Egipto               | Chemabo Awah Camerún Nesria Traki Túnez           |

## Medallero
| Núm. | País            | Oro | Plata | Bronce | Total |
| ---- | --------------- | --- | ----- | ------ | ----- |
| 1    | Argelia         | 4   | 3     | 3      | 10    |
| 2    | Túnez           | 3   | 3     | 9      | 15    |
| 3    | Egipto          | 3   | 2     | 5      | 10    |
| 4    | Costa de Marfil | 1   | 2     | 0      | 3     |
| 5    | Camerún         | 1   | 1     | 4      | 6     |
| 6    | Senegal         | 1   | 1     | 1      | 3     |
| 7    | Gabón           | 1   | 1     | 0      | 2     |
| 7    | Marruecos       | 1   | 1     | 0      | 2     |
| 9    | Nigeria         | 1   | 0     | 4      | 5     |
| 10   | Sudáfrica       | 0   | 1     | 2      | 3     |
| 11   | Madagascar      | 0   | 1     | 0      | 1     |
| 12   | Mauricio        | 0   | 0     | 3      | 3     |
| 13   | Mali            | 0   | 0     | 1      | 1     |
|      | TOTAL           | 16  | 16    | 32     | 64    |